# Emphorini
Emphorini es una tribu de abejas pertenecientes a la familia de los ápidos. Hay 118 especies en 10 géneros. Son principalmente neotropicales. La mayoría se especializan en el polen de unas pocas plantas (oligolécticos) .

## Subtribus
- Ancyloscelina
- Emphorina

## Géneros
- Alepidoscelis
- Ancyloscelis
- Diadasia
- Diadasina
- Meliphilopsis
- Melitoma
- Melitomella
- Ptilothrix
- Toromelissa